# Glyptotherium
Il Glyptotherium texanum è un animale estinto imparentato con l'odierno armadillo.
Come quest'ultimo, possedeva una corazza, che tuttavia mancava di fasce che le conferissero mobilità, ed era quindi simile visivamente al carapace delle tartarughe, dal quale si differenziava perché non era fatta da un unico pezzo, ma da migliaia di scaglie esagonali.
Il Glyptotherium misurava un paio di metri di lunghezza e arrivava a pesare una tonnellata. Visse negli attuali Florida, Carolina del Sud e Texas.
Si ritiene che si sia estinto a causa della predazione da parte dell'uomo e degli improvvisi mutamenti climatici: tuttavia, non si hanno prove certe che gli uomini preistorici si cibassero di questi animali.